# Capcana timpului (Star Trek: Seria animată)
„Capcana timpului” (titlu original: „The Time Trap”) este al 12-lea episod din primul sezon al serialului TV american științifico-fantastic Star Trek: Seria animată. A avut premiera la 24 noiembrie 1973 pe canalul NBC.
Episodul a fost regizat de Hal Sutherland după un scenariu de Joyce Perry.

## Prezentare
Nava Enterprise urmărește o navă klingoniană inamică în Triunghiul Delta. Brusc, ambele nave dispar.

## Rezumat
În timp ce explora Triunghiul Delta, unde mai multe nave spatiale au dispărut, USS Enterprise este atacată de mai multe nave klingoniene. În timpul bătăliei navele sunt prinse într-o furtună de ioni. Enterprise și un Interceptor Klingonian sunt prinse într-un vortex de spațiu-timp și ajung într-o dimensiune atemporală. 